# سومرو
سومرو (به لاتین: Somero) یک شهرک در فنلاند است که در جنوب غرب فنلاند واقع شده‌است. این شهرک در سال ۲۰۱۷ میلادی ۹٬۰۰۱ نفر جمعیت داشته‌است.